# Pou de glaç de l'Estepar
El Pou de glaç de l'Estepar és una obra de Vacarisses (Vallès Occidental) protegida com a Bé Cultural d'Interès Local.

## Descripció
El pou de glaç de l'Estepar es troba a la nord-oest del terme municipal, dins l'entorn del parc natural de Sant Llorenç del Munt i Serra de l'Obac. És a prop del camí ral que comunicava Manresa i Barcelona, proper al tram que unia la casa nova de l'Obac i la casa de la Barata, en una zona boscosa a la qual s'hi arriba a peu.
Es tracta d'un pou semisoterrat, aprofitant un desnivell del terreny i cobert amb una cúpula semicircular de pedra que té tres obertures. La cúpula cobreix un forat de forma cònica de sis metres de profunditat amb les parets folrades de pedra i morter de calç. La cúpula és de pedra feta amb el mètode d'aproximació de filades. Exteriorment presenta un recobriment de terra i vegetació que proporciona un bon aïllament.
El pou presenta un fragment de paret sota la cúpula al costat est, a causa del desnivell més pronunciat del terreny. A l'arrencada de la volta hi ha tres obertures -dues són cobertes amb llinda i l'altra amb un arc de descàrrega- amb una reixa en una llinda apareix la data 1985, moment que el pou fou consolidat. Aquestes finestres servien per accedir a l'interior, tant per omplir com per buidar el pou amb un sistema de politges i corrioles.
Tipològicament és un pou gairebé igual al de l'Òbac Vell, si bé és més gran. L'estructura del pou està ben conservada, malgrat que alguna zona està força tapada per la vegetació.

## Història
Al parc natural de Sant Llorenç del Munt i l'Obac hi ha quatre pous de glaç, tots situats a la serra de l'Obac: el de la Portella o l'Obac Vell, el de l'Estepar (tots dos a Vacarisses i construïts per la família Ubach al segle xviii), el del mas de la Mata a Mura reconvertit en cisterna, i el del Guinart a la serra Llarga (Terrassa).
Aquest pou va ser construït l'any 1706 per Josep Ubach i Serra, sota la llicència de Josep Amat, senyor de Casetllbell i Vacarisses. Aquest pou ha rebut al llarg del temps diferents noms: pou de glaç de Dalt, pou de glaç de l'Estepar o del camí de l'Estepar. La producció d'aquest pou abastia fonamentalment Terrassa, i algunes vegades Manresa i Barcelona. Hi devia haver força demanda de glaç, ja que l'any 1760 el nou propietari del mas, Antoni Ubach, rebé llicència per construir un altre pou de glaç, el de l'Obac vell o del camí de la font de la Portella, més a prop del mas.
La família Ubach era propietària dels masos Vell i Nou de l'Obac, els quals durant els segles XVII i XVIII van tenir un gran dinamisme amb el conreu de la vinya, la producció de carbó, el forn de vidre i els mateixos pous de glaç.